# Dino Turri
Dino Turri (fl. XX secolo) è stato un calciatore italiano, di ruolo attaccante.

## Carriera
Nel primo dopoguerra ha giocato per il Pavia cinque stagioni consecutive, ha esordito con i pavesi il 2 novembre 1919 nella quarta giornata di campionato nella partita Chiasso-Pavia (1-3). Nelle cinque stagioni ha disputato 40 gare e realizzato 4 reti.